# 向阳区 (佳木斯市)
向阳区是黑龙江省佳木斯市下辖的一个市辖区，是佳木斯市的中心城区，也是佳木斯市经济、社会、文化的中心。區人民政府駐橋南街道光復西路43號。

## 行政区划
向阳区下辖5个街道办事处：
西林街道、建设街道、长安街道、学府街道、桥南街道和向阳区直辖村级区划。
向阳区行政区划西起红旗路、学院街，东至中山街，南起同三高速公路，北至松花江（柳树岛）。
2016年撤销原下辖的6个街道：西林街道，保卫街道，桥南街道，西南岗街道，建设街道，长安街道。

## 人口
根據第七次人口普查數據，截至2020年11月1日零時，向陽區常住人口為295017人。